# Golitsyn

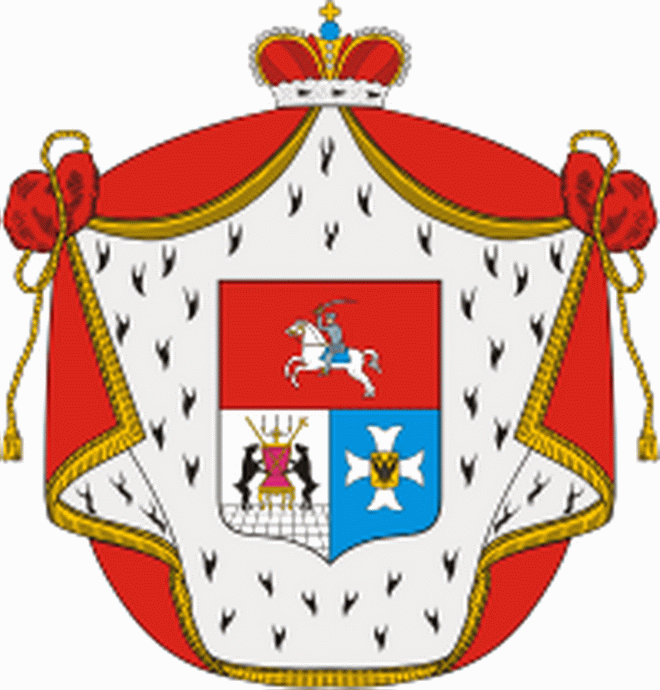
Brasão da Casa de Golitsyn

Os Golítsyn (em russo:  Голицын, pronúncia russa: [ɡɐˈlʲitsɨn]), também conhecidos no ocidente por Golitzin, Galitzine ou Gallitzin, são uma das maiores casas nobiliárquicas da antiga Rússia Imperial, tendo origem no Ducado da Lituânia.